# Fritz Thelen (Musiker)
Fritz Thelen (* 24. November 1906 in Rheinhausen am Niederrhein; † 27. November 1993 in Lindenberg im Allgäu) war ein deutscher Musikdirektor, Musikpädagoge, Komponist und Professor, der sich durch Veröffentlichungen um die Blasmusik verdient machte.

## Wirken
Thelen legte das Staatsexamen 1930 ab und wirkte danach in verschiedenen Städten des Rheinlands als Musikpädagoge, Dirigent, als Gastdirigent, Solo-Geiger, Kammermusiker und Musikkritiker. Zum 1. Mai 1933 trat er der NSDAP bei. 1944 wurde er zum Professor ernannt.
1950 wurde er Dirigent beim Musikverein Harmonie in Pfronten. Unter seiner Leitung erreichte die durch den Zweiten Weltkrieg in Mitleidenschaft gezogene Kapelle der Musikvereins wieder hohes musikalisches Niveau. Das machte 1951 auch eine Teilnahme am Deutschen Bundesmusikfest möglich. 1952 trat er als Dirigent der Kapelle zurück.
1954 wurde er als Dirigent für die Stadtkapelle Lindenberg angeworben. Im Oktober 1957 bekam er zudem die musikalische Leitung des Musikvereins Scheidegg übertragen. Bis zum 30. Juni 1971 dirigierte er dort. 1964 trennte er sich, zusammen mit der Streichergruppe, von der Stadtkapelle Lindenberg und gründete wenig später den Städtischen Orchesterverein in Lindenberg.
Thelen war aktives Mitglied im Allgäu-Schwäbischen Musikbund. Er war Mitbegründer der Internationalen Gesellschaft zur Erforschung und Förderung der Blasmusik (IGEB). Nach ihm ist der Thelen-Preis der IGEB benannt. Er war Mitautor des 1954 von Willy Schneider herausgegebenen Standardwerks Handbuch der Blasmusik. Zusammen mit Wolfgang Suppan veröffentlichte er 1973 im Auftrag des Bundes Deutscher Blasmusikverbände das Lexikon des Blasmusikwesens. Thelen war zudem als Rezensent für die Lindauer Zeitung tätig.
Er verstarb 1993.

## Belege
1. ↑  Rudolf Rietzler: Sein Herz schlug für die Blasmusik, 1994.
2. ↑  Thelen, Fritz, Notendatenbank.net, abgerufen am 18. Juni 2014.
3. ↑   150 Jahre Musikverein Harmonie (Memento des Originals vom 4. März 2016 im Internet Archive)  Info: Der Archivlink wurde automatisch eingesetzt und noch nicht geprüft. Bitte prüfe Original- und Archivlink gemäß Anleitung und entferne dann diesen Hinweis., Pfronten Mosaik, Heft 54, März 2010, S. 2.
4. 1 2  Chronik der Stadtkapelle Lindenberg (Seite nicht mehr abrufbar, festgestellt im April 2018. Suche in Webarchiven)  Info: Der Link wurde automatisch als defekt markiert. Bitte prüfe den Link gemäß Anleitung und entferne dann diesen Hinweis., Stadtkapelle Lindenberg e.V., abgerufen am 18. Juni 2014.
5. ↑   Chronik – 1. Teil, Jahre 1809 bis 1999 (Memento des Originals vom 4. März 2016 im Internet Archive)  Info: Der Archivlink wurde automatisch eingesetzt und noch nicht geprüft. Bitte prüfe Original- und Archivlink gemäß Anleitung und entferne dann diesen Hinweis., Musikverein Scheidegg 1809 e.V., abgerufen am 18. Juni 2014.
6. ↑  Thelen-Preis (Memento des Originals vom 27. Juni 2015 im Internet Archive)  Info: Der Archivlink wurde automatisch eingesetzt und noch nicht geprüft. Bitte prüfe Original- und Archivlink gemäß Anleitung und entferne dann diesen Hinweis., IGEB, abgerufen am 18. Juni 2014.
7. ↑  Postkarte kommt zwölf Jahre zu spät (Memento des Originals vom 4. März 2016 im Internet Archive)  Info: Der Archivlink wurde automatisch eingesetzt und noch nicht geprüft. Bitte prüfe Original- und Archivlink gemäß Anleitung und entferne dann diesen Hinweis., Schwäbische.de, 3. Dezember 2003.

| Personendaten    | Personendaten                                                   |
| ---------------- | --------------------------------------------------------------- |
| NAME             | Thelen, Fritz                                                   |
| KURZBESCHREIBUNG | deutscher Musikdirektor, Musikpädagoge, Komponist und Professor |
| GEBURTSDATUM     | 24. November 1906                                               |
| GEBURTSORT       | Rheinhausen (Niederrhein)                                       |
| STERBEDATUM      | 27. November 1993                                               |
| STERBEORT        | Lindenberg im Allgäu                                            |